# USS Nimitz (CVN-68)
«Ни́миц» (англ. USS Nimitz (CVN-68)) — американский авианосец, первый из серии кораблей типа «Нимиц». Название получил в честь адмирала Честера У. Нимица — главнокомандующего тихоокеанским флотом США во время Второй мировой войны.
Девиз корабля: «Работа в команде — традиция» (англ. Teamwork, a Tradition).
В январе 2015 года авианосец сменил порт приписки с военно-морской базы «Эверетт» на военно-морскую базу «Китсап».

## История
Заложен 22 июня 1968 года, спущен на воду 13 мая 1972 года, 3 мая 1975 года, при участии президента Джеральда Форда введён в состав флота.
Первый поход совершил в Средиземное море, став первым за десять лет американским кораблём с ядерной силовой установкой, зашедшим в Средиземное море.
В 1980 году участвовал в операции «Орлиный коготь» (попытка освобождения заложников в посольстве США в Тегеране), после провала операции вернулся на базу, проведя в море 144 дня.
26 мая 1981 года на авианосце при посадке произошло крушение самолёта EA-6B Prowler, в результате которого погибло 14 человек и 45 ранено. Ответственность за происшествие была возложена на палубную команду. Судебное расследование выявило, что часть погибших срочнослужащих употребляла марихуану. После этого происшествия президентом США Рональдом Рейганом был принят указ, по которому все военнослужащие США проходили тест на наркотики.
В августе 1981 года, в ходе учений проводимых в заливе Сидра (Средиземное море) двумя американскими F-14 с Нимица были сбиты два ливийских Су-22 (инцидент в заливе Сидра).
В 1986—1987 годах был совершён переход из Норфолка к новому месту приписки городу Бремертон.
В 1988 году Нимиц обеспечивал безопасность во время проведения Олимпийских игр в Сеуле.
В 1991 году совершил поход в Персидский залив, участвовал в иракской операции Буря в пустыне.
В марте 1996 года, пройдя через пролив, принял участие в разрешении Третьего кризиса в Тайваньском проливе.
С 2003 года участвует в войне в Ираке.
В ноябре 2004 года у побережья Мексики в Тихом океане ударная группа авианосца радиолокационно и визуально обнаружила неопознанный летающий объект, получивший название «Тик-Так». Было опубликовано видео, полученное с преследовавшего НЛО истребителя, подлинность которого подтверждена ВМС США.
В феврале 2008 года в Тихом океане два самолёта Ту-95МС Дальней авиации России пролетели в непосредственной близости от авианосца. Когда российским самолётам до корабля оставалось около 800 км, на перехват были подняты четыре F/A-18. На расстоянии 80 км от авианесущей группы американские самолёты смогли перехватить Ту-95, но, несмотря на это, один из стратегических ракетоносцев дважды прошёл над «Нимицем» на высоте примерно 610 метров, второй пролетел в 90 км от корабля.
C 2011 года по лето 2013 года проходил ремонт силовой установки в Бремертоне, однако 11 мая 2013 года прибыл в южнокорейский порт Пусан для участия в совместных учениях.
В марте 2025 года ВМС США официально уведомили Конгресс США о предстоящих изменениях в эксплуатации авианосца: на апрель 2026 года запланирован его переход в порт Норфолк (Виргиния), где начнутся мероприятия по выводу корабля из боевого состава флота. Планируется, что «Нимиц» пробудет в Норфолке до весны 2027 года для разоружения, выгрузки оборудования и материалов. Затем корабль переместится на верфь HII-Newport News Shipbuilding, где начнётся предполагаемый 30-месячный процесс удаления ядерного топлива и окончательной дезактивации авианосца.